# Префектура Окінава
Префекту́ра Окіна́ва (яп. 沖縄県, おきなわけん, МФА: [okʲinawa keɴ]?) — префектура в Японії, в регіоні Кюшю.  Займає південь та центр Рюкюського архіпелагу. Межує на півночі з префектурою Каґосіма. Адміністративний центр префектури — Наха.  Заснована 1879 року на основі автономного уділу Рюкю, колишньої Рюкюської держави. Після поразки Японії в Другій світовій війні в 1947 році перебувала під окупацією США до 1972 року. Площа становить 2276,15 км². Станом на 1 липня 2012 року в префектурі мешкало 1 407 531 осіб. Густота населення складала 618 осіб/км². Основою економіки є сільське господарство й рибальство. На території префектури розташовані численні історико-культурні пам'ятки стародавнього Рюкю, зокрема замок Шюрі та інші рюкюські замки, що є об'єктами Світової спадщини ЮНЕСКО. В префектурі розміщена найбільша кількість в Японії військових баз Збройних сил США.

## Географія

Топографічна мапа префектури Окінава

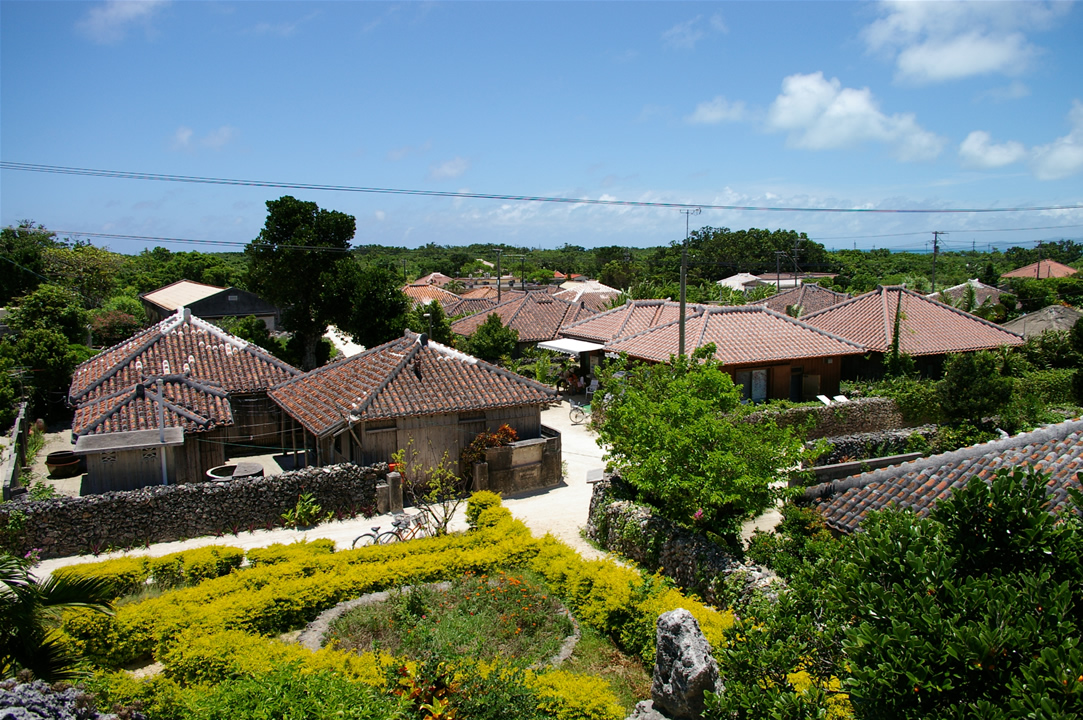
Традиційне окінавське поселення

Префектура Окінава розташована на архіпелазі Рюкю, що лежить на кордоні Східнокитайського моря та Тихого океану. Вона займає стратегічне положення між Японським архіпелагом, Азійським материком та островами Південно-Східної Азії.
Головний острів — Окінава. 
Окінаві належать острови Сенкаку — територія, на яку претендують КНР та Республіка Китай.

## Історія

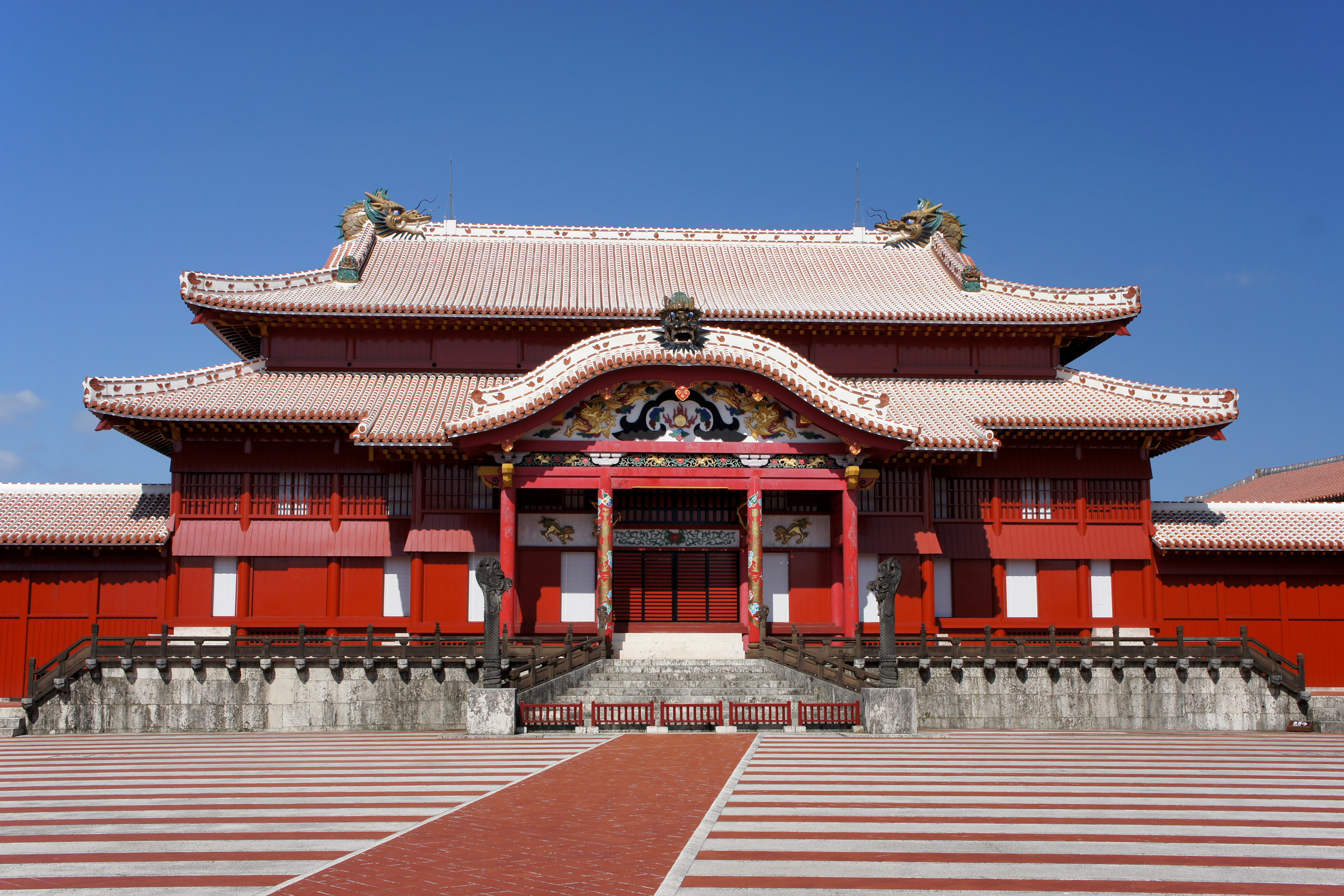
Палац замку Шюрі — резиденції монархів Рюкюської держави

З 14 століття на території префектури Окінава існувала окрема Рюкюська держава. Її правитель мав титул вана і вважався васалом китайського імператора. 1609 року цю державу завоювали самураями роду Шімадзу з південнояпонського уділу Сацума. Завойовники зберегли формальну незалежність рюкюсців, але посадили в столиці держави свого намісника-наглядача. Відтоді Рюкю перебувало у подвійній васальній залежності від Китаю і Японії.
1872 року японський уряд в односторонньому порядку перейменував Рюкюську державу на автономний уділ Рюкю-хан, а 1879 року остаточно анексував його, утворивши префектуру Окінава. До 1912 року японці залишили в префектурі стару рюкюську систему управління, податків та господарювання. Відсутність модернізації спричинила хронічне соціально-економічне відставання префектури від регіонів Центральної Японії. Значна частина населення покинула батьківщину в пошуках заробітку, переїхавши на японські острови Хонсю і Кюсю, або американські Гаваї.
Окінава сильно постраждала під час Другої світової війни. В ході битви за Окінаву 1945 року між військами Японії та США загинули сотні тисяч цивільних мешканців. Кількість жертв була великою через вимоги японського уряду та військовиків не здаватися в полон. Після війни Окінава перебувала в зоні американської окупації. Попри відновлення незалежності Японії у квітні 1952 року, острови Рюкю залишилися під контролем США. Американці виношували плани відновлення Рюкюської держави, однак під тиском громадськості та політичної доцільності повернули Окінаву японській стороні.

## Релігія
Вважається, що релігія Окінави є близькою до первинної форми Синто (Ко-синто:), поширеної на основній частині Японії, та має в основі анімізм. Цей різновид Синто відомий як синто Рюкю, а святилища утакі відповідають синтоїстським святилищам дзіндзя загальної частини Японії. Досі дуже сильною залишається традиція вшановування предків.
Буддизм мав поширення лише серед членів імператорської родини та частини вищого класу та майже не проник до прошарку простого населення — його ритуали використовувались лише в похоронних церемоніях. Навіть зараз число буддійських вірян у порівнянні з основною Японією вкрай мале. Останнім часом поховальні ритуали часто проводяться не монахами однієї зі шкіл буддизму, що прийшли з основної Японії, а монахами, що не належать до якоїсь конкретної школи. До того ж окремо, лише на Окінаві існують так звані жриці Юта як своєрідний феномен.

## Адміністративний поділ
Префектура належить до регіону Кюсю.

## Транспорт
- Аеропорт Наха (Наха)

## Засоби масової інформації
- Телерадіомовна служба NHK (Наха, Окінава)

## Культура
- Замок Шюрі